# André Vacheresse
André Vacheresse (nacido el 12 de octubre de 1927 en Roanne, Francia, y muerto el 17 de junio de 2000, en Francia) fue un jugador y entrenador del club de baloncesto francés Chorale Roanne Basket. Ganó tres medallas en competiciones internacionales con Francia.

## Biografía
Vacheresse jugó en el Chorale Roanne Basket de 1942 a 1962, y fue el entrenador del club de 1977 a 1978 y entrenador de 1978 a 1980. También fue miembro habitual de la selección de Francia con 70 partidos y tres títulos como Campeón de Francia UFOLEP. Ganó tres medallas en los Campeonatos de Europa : plata en El Cairo 1949 y bronce en París 1951 y Moscú 1953. Vacheresse participó en los Campeonatos del Mundo de Buenos Aires en 1950, como capitán con Maurice Marcelot, y terminó en sexto lugar, y en los Juegos Olímpicos de Helsinki en 1952, donde Francia terminó en octavo lugar.
Más tarde participó en varios estadios de baloncesto, en particular Joyeuse Boule en Roanne, del que fue presidente.
Vacheresse murió en junio de 2000. El 20 de enero de 2001, la ciudad de Roanne nombró un nuevo pabellón deportivo con una capacidad de 3200 asientos en su honor.

## Clubes
```
Jugador
```

- 1942 - 1962: Chorale Roanne Basket ( Nacional 1 )

```
Entrenador
```

- 1977 - 1980: Chorale Roanne Basket ( Nacional 1 )

## Honores personales
En 2000 ganó la medalla Robert Busnel.